# James Jude Courtney
James Jude Courtney, född 31 januari 1957 i Garfield Heights i Ohio (uppvuxen i Columbia i South Carolina), är en amerikansk skådespelare och stuntman. Han är mest känd för att spela rollen som den fiktive massmördaren Michael Myers i filmen Halloween (2018), samt i dess uppföljare Halloween Kills och Halloween Ends. Han har också spelat rollen som Der Kindestod i TV-serien Buffy och vampyrerna (avsnittet "Dödad av döden", med den engelska originaltiteln "Killed by Death").
James Jude Courtney föddes som det äldsta barnet, i en syskonskara på totalt sju bröder. Han var från väldigt ung ålder fast besluten om att han en dag skulle bli skådespelare, och gjorde därefter en del kortfilmer, från det att han gick i femte klass på mellanstadiet, tills det att han började på college. Han påbörjade därefter journalistikstudier på University of South Carolina under år 1981, för att sedan flytta till Kalifornien och fortsätta med sitt skådespeleri.

## Filmografi (i urval)
- 1987–1990 – Pluton B i Vietnam (TV-serie)
- 1989 – Knots Landing (TV-serie)
- 1992 – Drömmarnas horisont
- 1994 – When a Man Loves a Woman
- 1994–1996 – Babylon 5 (TV-serie)
- 1998 – Devil in the Flesh
- 1998 – Buffy och vampyrerna (TV-serie)
- 2018 – Halloween
- 2021 – Halloween Kills
- 2022 – Halloween Ends